# 함양읍
함양읍(咸陽邑)은 함양군의 군청소재지이며, 군의 중앙에 위치하고 있다. 남강 상류 함양분지의 중심으로 산간지방의 교통 요지이다. 농산물의 생산량이 많고 창호지는 전국적으로 유명하다. 군내에는 석조여래좌상(보물 제376호), 마애여래입상(보물 제375호), 승안사지 삼층석탑(보물 제294호), 황석산성(사적 제322호), 용추사와 용추폭포 등의 명승 고적이 있다.

## 행정 구역
- 교산리(校山里)
- 구룡리(九龍里)
- 난평리(蘭坪里)
- 대덕리(大德里)
- 백연리(栢淵里): 함양군청 및 함양읍 행정복지센터 소재지
- 백천리(白川里)
- 신관리(新官里)
- 신천리(新泉里)
- 삼산리(三山里)
- 용평리(龍坪里)
- 운림리(雲林里)
- 웅곡리(熊谷里)
- 이은리(吏隱里)
- 죽곡리(竹谷里)
- 죽림리(竹林里)

## 교육
- 함양초등학교 (운림리)
- 석복초등학교 (폐교) - 함양로 911 (現 천령유치원, 삼산리)
- 팔령초등학교 (폐교) - 원구길 79 (구룡리)
- 위림초등학교 (백연리)
- 위성초등학교 (교산리)
- 함양여자중학교 (교산리)
- 함양중학교 (교산리)
- 함양고등학교 (백연리)
- 함양제일고등학교 (교산리)

## 문화
- 함양 대덕리 마애여래입상
- 백연서원
- 함양향교
- 기효각

## 시장

함양중앙상설시장

- 함양중앙상설시장